# Rene Cayetano
Renato L. "Compañero" Cayetano (San Juan, 12 december 1934 - Muntinlupa, 24 juni 2003) was een Filipijns advocaat, televisiepresentator en politicus.

## Biografie
Rene Cayetano werd geboren op 12 december 1934 in San Juan, dat in die tijd nog tot de provincie Rizal behoorde. Zijn ouders waren Julianna Cabrera Luna, een lerares en Pedro Santiago Cayetano, een monteur. Na de Pateros Elementary School en Rizal Highschool voltooide Cayetano de bacheloropleidingen politieke wetenschap en rechten aan de University of the Philippines. Tijdens zijn studie moest hij werken hij voor zijn levensonderhoud. Aansluitend kreeg hij door een beurs de mogelijkheid om verder te studeren aan de University of Michigan in de Verenigde Staten. Daar voltooide hij een opleiding bestuurskunde, behaalde hij zijn masterdiploma rechten en promoveerde hij in de rechten. Ook ontmoette hij er zijn toekomstige vrouw, Sandra Schramm.
Terug in de Filipijnen werkte Cayetano als advcaat. Hij richtte samen met enkele partners het advocatenkantoor CASELAW op. Hij behandelde diverse high-profile zaken en deed deze regelmatig pro bono. Zo trad hij op als advocaat namens Luis Beltran, die door president Corazon Aquino was aangeklaagd voor laster. Van 1984 tot 1987 was Cayetano lid van het interim Batasang Pambansa. Ook werd hij benoemd tot onderminister voor Handel en Industrie en was in die hoedanigheid hoogste baas van de Export Processing Zone Authority (het tegenwoordige Philippine Export Zone Authority). In 1995 werd hij benoemd tot belangrijkste presidentiële adviseur van president Fidel Ramos. Ook werd hij benoemd tot vicevoorzitter van de Presidential Anti-Crime Commission (PACC)
Vanaf 1996 tot 2001 presenteerde de talkshow Compañero Y Compañera waarin juridisch advies gegeven werd aan armen. De populariteit van de show droeg bij aan zijn bekendheid bij het grote publiek. Hij besloot daarop om deel te nemen aan de Filipijnse senaatsverkiezingen. Bij de verkiezingen van 1998 werd Cayetano met het op een na hoogste aantal stemmen gekozen als senator. Aan het begin van zijn termijn werd hij gekozen tot leider van de oppositie (minority leader). In de senaat was hij voorzitter van de commissie voor justitie en mensenrechten en vicevoorzitter van de commissie voor openbare orde en illegale drugs. Ook was hij als leider van de oppositie lid van de invloedrijke commissie voor benoemingen en was hij lid van de toezichthoudende commissie voor de Judicial Bar Council en BIR. Bij de verkiezingen van 2001 werd Cayetano herkozen als senator. In oktober 2002 moest Cayetano zich terugtrekken uit de Senaat om zijn ziekte te laten behandelen. 
Op 5 februari 2003 onderging hij een levertransplantatie in de Verenigde Staten, maar op 24 juni 2003 overleed Cayetano thuis op 68-jarige leeftijd aan de gevolgen van kanker in de buikstreek. Cayetono was getrouwd met de Amerikaanse Sandra Schramm. Samen kregen ze drie zonen en een dochter. Dochter Pia Cayetano trad bij de verkiezingen van 2004 in de voetsporen van haar vader toen zij werd gekozen als senator. Haar broer, Alan Peter Cayetano volgde drie jaar later bij de verkiezingen van 2007. 
Termijn 1995 - 2001: Coseteng · Defensor-Santiago · Drilon · Enrile · Fernan · Flavier · Honasan · Magsaysay · Osmeña III · Roco · Tatad

Termijn 1998 - 2004: Aquino-Oreta · Barbers · Biazon · Cayetano · Guingona · Jaworski · Legarda · Ople · J.H. Osmeña · Pimentel · Revilla · Sotto III
Termijn 1998 - 2004: Aquino-Oreta · Barbers · Biazon · Cayetano · Jaworski · Honasan1 · Legarda · Ople · J.H. Osmeña · Pimentel · Revilla · Sotto III

Termijn 2001 - 2007: Angara · Arroyo · De Castro · Drilon · L. Estrada · Flavier · Lacson · Magsaysay · Osmeña III · Pangilinan · Recto · Villar

1: vanaf 2001 voor vacante zetel